# The Asteroids Galaxy Tour
The Asteroids Galaxy Tour est un groupe de Pop danois créé en 2006 par Lars Iversen et Mette Lindberg. Le groupe, composé de 6 musiciens, fit parler de lui grâce aux titres Around the Bend, qui fut utilisé dans un spot publicitaire pour l'Apple iPod Touch de septembre 2008 et The Golden Age qui fut utilisé dans un spot publicitaire pour Nesfluid. Ce titre a longtemps été le générique de Comment ça va bien !, émission quotidienne de la chaîne France 2 présentée par Stéphane Bern. Le groupe a fait la première partie de Katy Perry à l'Olympia (Paris) le 16 juin 2009 et le 17 juin au Transbordeur (Lyon) ainsi qu'une prestation remarquée au festival Rock en Seine en août 2009. 

## Discographie

### Albums
- Fruit (2009)
- Out of Frequency (31 janvier 2012)
- Bring Us Together (15 septembre 2014)

### EP
- The Sun Ain't Shining No More EP
- The Sun Ain't Shining No More (remixes) EP
- Around the Bend EP
- Live Session EP (iTunes Exclusive)
- The Golden Age EP
- Around The Bend - EP

### Singles
- The Sun Ain't Shining No More
- Heart Attack[1]
- My Club